# تينو كازالي
تينو كازالي (بالألمانية: Tino Casali)‏ (14 نوفمبر 1995 بفيلاخ في النمسا - ) هو لاعب كرة قدم نمساوي في مركز حراسة المرمى. شارك مع منتخب النمسا تحت 18 سنة لكرة القدم ومنتخب النمسا تحت 19 سنة لكرة القدم ومنتخب النمسا تحت 20 سنة لكرة القدم. أما مع النوادي، فقد لعب مع أوستريا فيينا وسبيتال ‏ ونادي فلوريدسدورفر ‏.

## وصلات خارجية
- تينو كازالي على موقع قاعدة بيانات كرة القدم.إي يو (الإنجليزية)
- تينو كازالي على موقع Soccerway.com (الإنجليزية)
- تينو كازالي على موقع عالم كرة القدم.نت (الإنجليزية)
- تينو كازالي على موقع AS.com (الإسبانية)